# I Liga 1982/1983
Ekstraklasa 1982/83 byla nejvyšší polskou fotbalovou soutěží. Vítězem se stal a do Poháru mistrů evropských zemí se kvalifikoval tým Lech Poznań. Do Poháru UEFA se kvalifikovaly týmy Widzew Łódź a Ruch Chorzów. Účast v Poháru vítězů pohárů si zajistil vítěz poháru, druholigový tým Lechia Gdańsk.
Soutěže se zúčastnilo celkem 16 celků, soutěž se hrála způsobem každý s každým doma-venku (celkem tedy 30 kol) systémem podzim-jaro. Při shodném počtu bodů rozhodovaly o pořadí vzájemné zápasy. Sestoupily poslední 2 týmy Stal Mielec a Gwardia Varšava. 

## Tabulka
| Poř. | Tým                 | Z  | V  | R  | P  | VG | OG | B  |
| ---- | ------------------- | -- | -- | -- | -- | -- | -- | -- |
| 1.   | Lech Poznań         | 30 | 17 | 5  | 8  | 42 | 31 | 39 |
| 2.   | Widzew Łódź         | 30 | 13 | 12 | 5  | 50 | 30 | 38 |
| 3.   | Ruch Chorzów        | 30 | 11 | 13 | 6  | 34 | 22 | 35 |
| 4.   | Pogoń Szczecin      | 30 | 12 | 9  | 9  | 44 | 28 | 33 |
| 5.   | Wisla Krakov        | 30 | 13 | 6  | 11 | 44 | 36 | 32 |
| 6.   | Śląsk Wrocław       | 30 | 12 | 6  | 12 | 35 | 34 | 30 |
| 7.   | ŁKS Łódź            | 30 | 10 | 10 | 10 | 36 | 38 | 30 |
| 8.   | Legia Varšava       | 30 | 11 | 7  | 12 | 43 | 39 | 29 |
| 9.   | Szombierki Bytom    | 30 | 8  | 13 | 9  | 34 | 37 | 29 |
| 10.  | Bałtyk Gdynia       | 30 | 9  | 11 | 10 | 28 | 31 | 29 |
| 11.  | Zagłębie Sosnowiec  | 30 | 10 | 9  | 11 | 29 | 37 | 29 |
| 12.  | Górnik Zabrze       | 30 | 10 | 8  | 12 | 30 | 38 | 28 |
| 13.  | GKS Katowice (N)    | 30 | 10 | 7  | 13 | 28 | 34 | 27 |
| 14.  | Cracovia Krakov (N) | 30 | 6  | 15 | 9  | 20 | 33 | 27 |
| 15.  | Stal Mielec         | 30 | 7  | 10 | 13 | 27 | 36 | 24 |
| 16.  | Gwardia Varšava     | 30 | 7  | 7  | 16 | 26 | 46 | 21 |

|  | Pohár mistrů evropských zemí 1983/84 |
|  | Pohár vítězů pohárů 1983/84          |
|  | Pohár UEFA 1983/84                   |
|  | Sestup do 2. ligy                    |

## Nejlepší střelci
|    |        | hráč                | tým            | PG |
| -- | ------ | ------------------- | -------------- | -- |
| 1. | Polsko | Mirosław Okoński    | Lech Poznań    | 15 |
| 1. | Polsko | Mirosław Tłokiński  | Widzew Łódź    | 15 |
| 3. | Polsko | Zbigniew Stelmasiak | Pogoń Szczecin | 13 |

## Soupiska mistra -Lech Poznań
Piotr Mowlik (14/0), Zbigniew Pleśnierowicz (16/0) - Józef Adamiec (25/5), Jarosław Araszkiewicz (25/5), Hieronim Barczak (30/0), Jacek Bąk (30/1), Jerzy Krzyżanowski (18/1), Janusz Kupcewicz (24/9), Grzegorz Łazarek (1/0), Damian Łukasik (2/0), Janusz Małek (23/0), Mariusz Niewiadomski (27/7), Bogusław Oblewski (29/2), Mirosław Okoński (30/15), Leszek Partyński (15/1), Krzysztof Pawlak (29/0), Marek Skurczyński (3/0), Rafał Stroiński (7/0), Andrzej Strugarek (28/0), Józef Szewczyk (28/0), Tadeusz Wiśniewski (1/0) - trenér Wojciech Łazarek